# Elaphria callopistrica
Elaphria callopistrica là một loài bướm đêm trong họ Noctuidae.